# Cumulus congestus
Cumulus congestus is de naam van een wolkensoort in de internationale wolkenclassificatie, een afspraak om wolken te classificeren naar eigenschap. De naam komt van het geslacht cumulus, met als betekenis gestapeld en de term congestus betekent sterk opbollend. Deze wolken kenmerken zich door hun bloemkoolachtige formaties met bobbels en uitstulpingen, waarbij de verticale ontwikkeling groter is dan die in de breedte. Het is een kenmerk van onstabiele luchtlagen in de aardatmosfeer die onder invloed staan van aanhoudende opwaartse luchtverplaatsing. Een cumulus congestus kan hierdoor tot zes kilometer hoog worden, in tropische gebieden wordt dit nog overtroffen.
Normaliter wordt Cumulus congestus gevormd door de verdere ontwikkeling van cumulus mediocris, maar kunnen ook gevormd worden uit altocumulus castellanus of stratocumulus castellanus.
Cumulus congestus kan zich verder ontwikkelen tot cumulonimbus calvus indien er voldoende instabiliteit aanwezig is. Deze transformatie kan worden gezien door de aanwezigheid van gladde, vezelige of gestreepte aspecten overgenomen door het bovenste deel van de wolk. Dit type wolk produceert neerslag, vaak in overvloed.

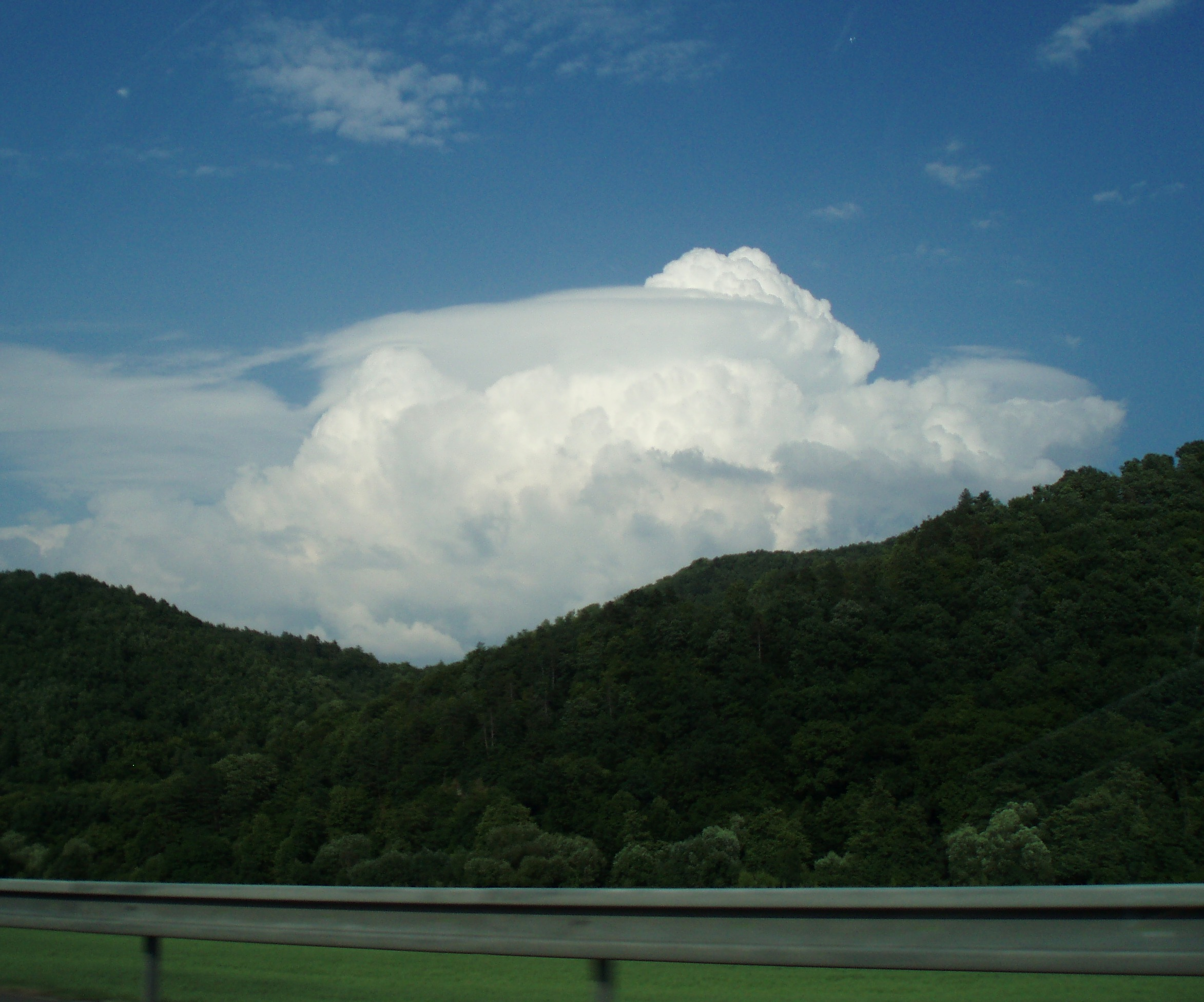
Cumulus congestus
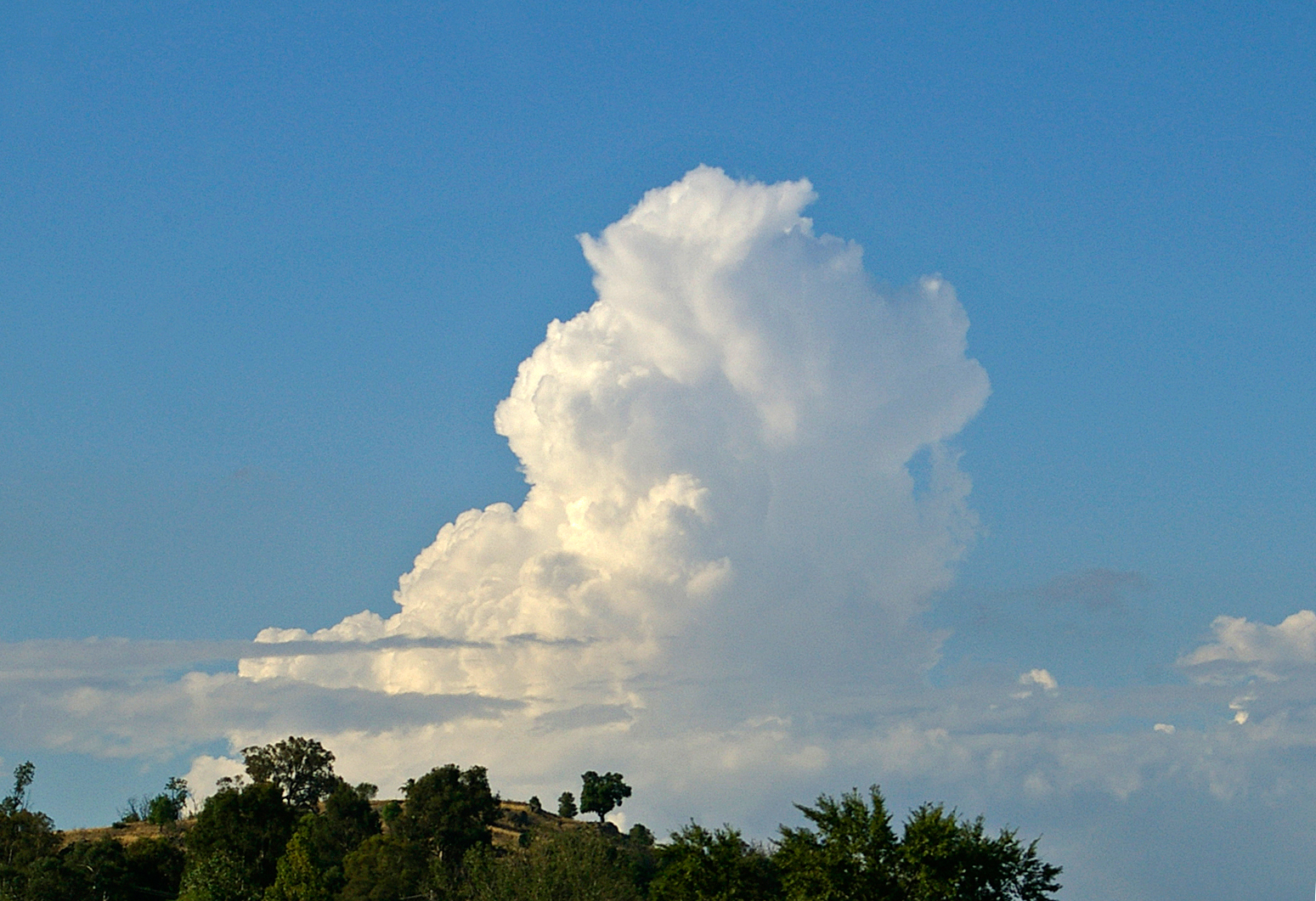
Cumulus congestus
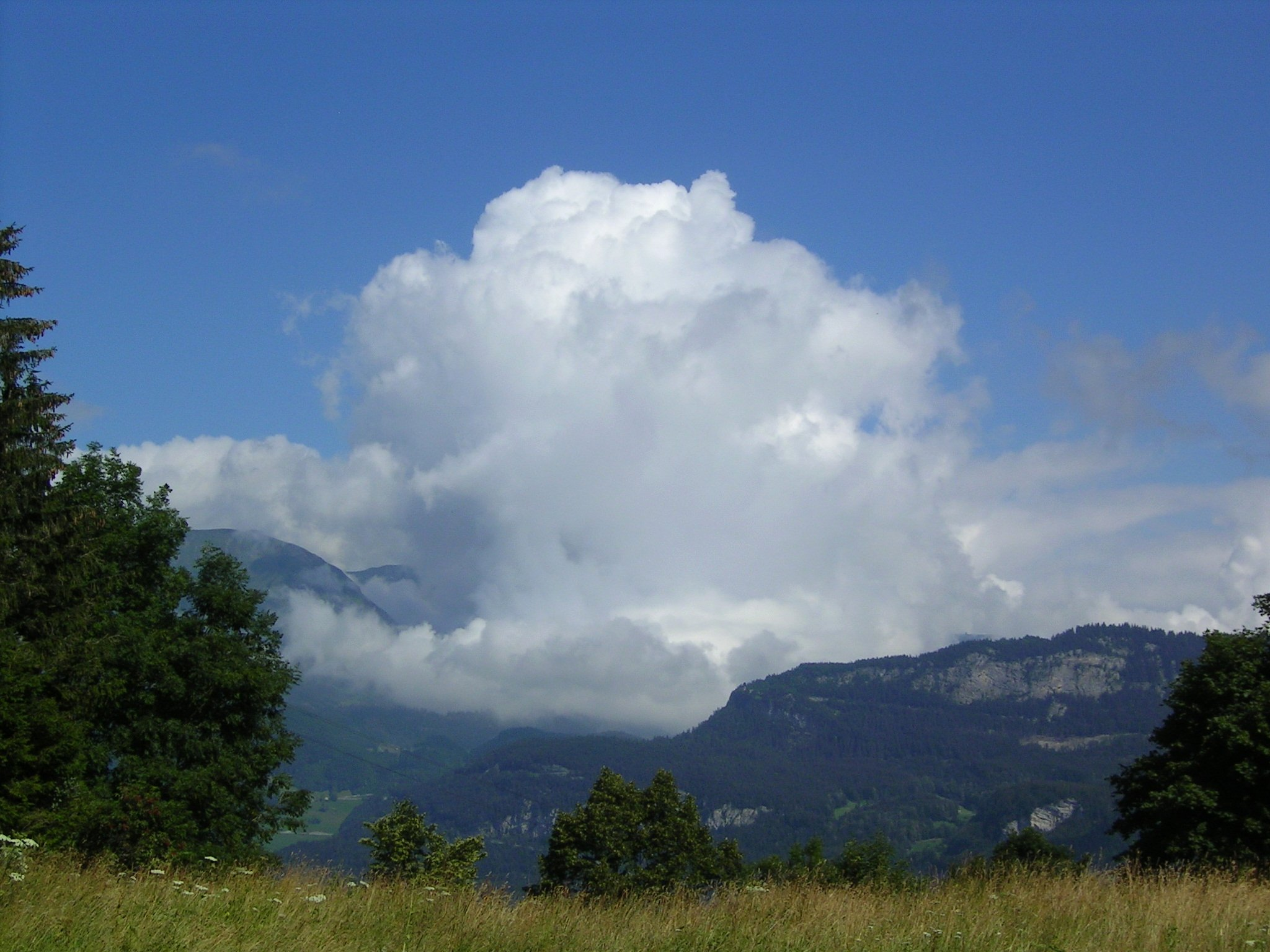
Cumulus congestus boven Urbachtal
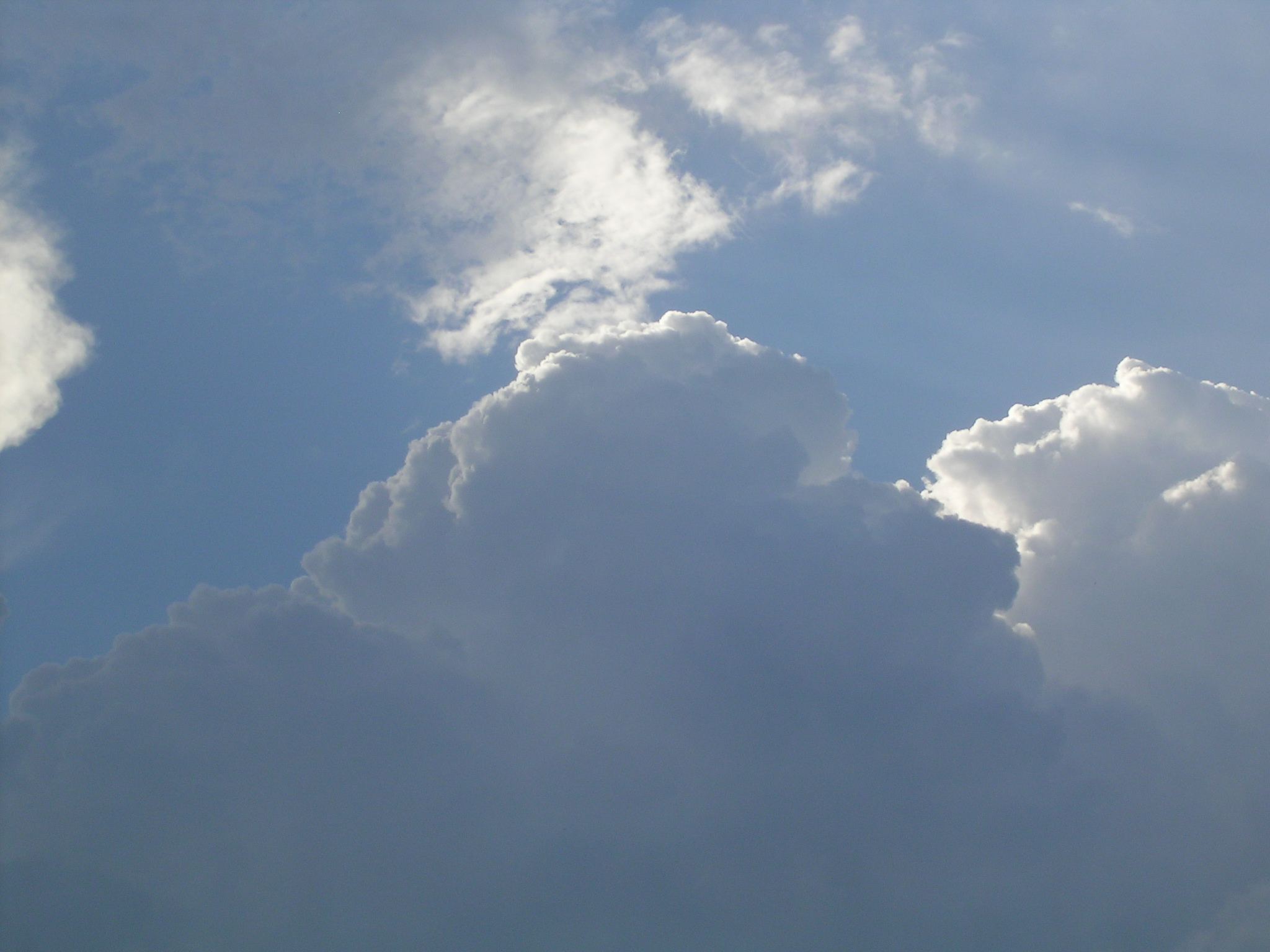
Cumulus congestus in de buurt van cirrocumulus (bovenaan)
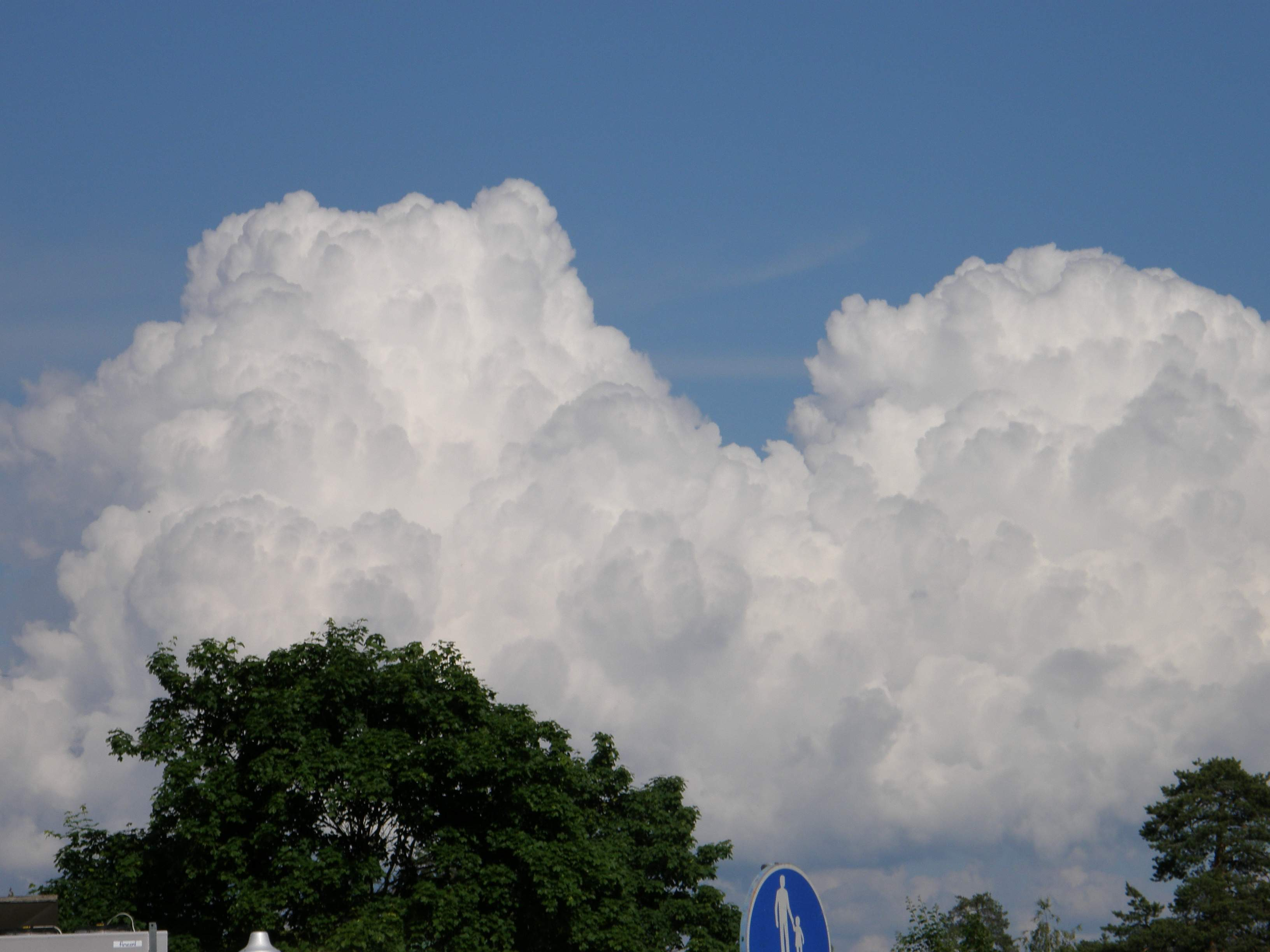
Grote cumulus congestus-wolk